# Église Saint-Gaétan de Barletta
L'église Saint-Gaétan (italien : chiesa di San Gaetano) de Barletta a été fondée au XVIIe siècle par l'ordre des Théatins, arrivés dans la ville au début de ce siècle. Le complexe de bâtiments dans lequel s'inscrit l'église était déjà présent au moment de sa fondation et abritait une petite église dédiée à Saint Joseph. L'église et le couvent ont ensuite été transformés, prenant la dénomination actuelle en 1667. L'église est située le long de la Via Cialdini, une rue dans laquelle se trouvent de nombreux autres bâtiments conventuels, tels que celui de San Ruggero, Santa Maria della Vittoria et Monte di Pietà. 

## Histoire
La présence à Barletta d'ecclésiastiques réguliers, mieux connus sous le nom de Théatins, remonte à la fin du XVIe siècle. La première église dans laquelle ils se sont installés pour officier les célébrations était l'église San Giuseppe. Au printemps 1656, les travaux commencent pour la construction d'une nouvelle église adjacente au bâtiment d'origine. Les travaux sont ensuite suspendus pendant deux ans en raison de la peste survenue au cours de la même année. Les travaux prennent fin en 1667.
Lorsque l'ordre des Théatins est supprimé par l'arrêté royal de Joachim Murat du 7 septembre 1809, l'église passe sous la juridiction du curé de l'église San Giacomo qui la confie à son tour aux confrères de la Sainte-Trinité. Ces derniers, étant chassés de l'église homonyme de la Santissima Trinità à la suite de la suppression de l'ordre des Pères Célestins, remplacent ceux-ci et s'installent définitivement dans l'église San Gaetano. Les confrères ont apporté avec eux la précieuse relique de la Sainte Épine dont ils étaient devenus les gardiens avec la tâche de la célébrer lors du dimanche de la Passion.

## Architecture
L'église a six chapelles latérales, trois de chaque côté, communiquant entre elles et séparées par des arcs en plein cintre. La deuxième chapelle à gauche abrite un précieux autel peint en bois avec un effet de marbre. C'est là qu'est conservée la relique de la Sainte Épine qui est exposée et célébrée le cinquième dimanche du Carême. En passant par une trappe souterraine de la troisième chapelle, il est possible d'accéder aux anciennes sépultures. À la fin de la nef centrale, il y a une grande chapelle qui entoure le maître-autel entouré d'un mur semi-circulaire. On y trouve cinq tableaux du XVIIe siècle relatifs à la vie et aux actes de Saint Gaétan. Sur les murs du presbytère, deux grandes peintures représentent le rêve de saint Joseph et la fuite en Égypte, initialement attribués à Altobello puis à Paolo De Matteis. Dans la première chapelle à droite se trouve une toile attribuée à Cesare Fracanzano, représentant la Vierge Marie entre les parents Saint Joachim et Sainte Anne. La dernière chapelle à droite mène à la sacristie avec trois grandes fenêtres et possède une voûte en ogive.
Une porte de l'église mène après quelques marches dans une pièce assez spacieuse qui, en raison de la forme et de l'arrondi de la voûte, ressemble à un ancien hall d'entrée, peut-être celui de la maison de Roberto Mola. Les fenêtres mettent en valeur le blanc caractéristique des murs et le sol est en carreaux de terre cuite. Sur le côté de l'église, il y a un couvent dont la façade apparaît divisée en trois parties.
En 2013, la façade extérieure de l'église de San Gaetano a été embellie par l'installation de la sculpture en marbre "EcceHomo" de Matteo Faben, un sculpteur véronais.